# Николас Тинберген
Николас „Нико“ Тинберген ФРС (15. април 1907 – 21. децембар 1988.) био је холандски биолог и орнитолог који је 1973. поделио Нобелову награду за физиологију и медицину са Карлом фон Фришом и Конрадом Лоренцом за њихова открића у вези са организацијом и изазивањем индивидуалних и друштвених обрасци понашања код животиња. Сматра се једним од оснивача модерне етологије, проучавања понашања животиња.
Године 1951. објавио је Студија инстинката, утицајну књигу о понашању животиња. Шездесетих година 20. века сарађивао је са редитељем Хјуом Фалкусом на низу филмова о дивљим животињама, укључујући Загонетку топа (1972) и Сигнали за преживљавање (1969), који је те године освојио награду Италије и америчку плаву траку 1971.

## Студија инстинката
Године 1951. објављена је Тинбергенова Студија инстинкта. Еколози понашања и еволуциони биолози још увек препознају допринос који је ова књига понудила области проучавања бихејвиоралних наука. Студија инстинкта резимира Тинбергенове идеје о урођеним реакцијама понашања код животиња и прилагодљивости и еволуционим аспектима ових понашања. Под понашањем он подразумева укупне покрете које чини нетакнута животиња; урођено понашање је оно које се не мења процесом учења. Главно питање књиге је улога унутрашњих и спољашњих стимуланса у контроли изражавања понашања.
Посебно је био заинтересован да објасни 'спонтана' понашања: она која су се појавила у свом потпуном облику први пут када су изведена и која су изгледала отпорна на ефекте учења. Он објашњава како се понашање може сматрати комбинацијом ових спонтаних образаца понашања и као постављена серија реакција на одређене стимулусе. Понашање је реакција по томе што се у извесној мери ослања на спољашње стимулусе, али је и спонтано јер зависи и од унутрашњих узрочних фактора.
Његов модел за изазивање одређених реакција у понашању заснован је на раду Конрада Лоренца. Лоренц је претпоставио да за сваки инстинктивни чин постоји специфична енергија која се накупља у резервоару у мозгу. У овом моделу, Лоренц је замислио резервоар са опружним вентилом на његовом дну на који би могао да делује одговарајући стимуланс, слично као тег на тави ваге који вуче опругу и ослобађа резервоар енергије, радња која би животињу довела до изразити жељено понашање.
Тинберген је додао сложеност овом моделу, моделу који је сада познат као Тинбергенов хијерархијски модел. Он је сугерисао да се мотивациони импулси нагомилавају у нервним центрима у мозгу који се држе под контролом блокова. Блокови се уклањају урођеним механизмом за ослобађање који омогућава да енергија тече до следећег центра (сваки центар садржи блок који треба уклонити) у каскади док се понашање не изрази. Тинбергенов модел показује више нивоа сложености и да су повезана понашања груписана.
Пример је у његовим експериментима са пчелама које траже храну. Показао је да пчеле показују радозналост за моделе цвећа од жутог и плавог папира и сугерисао да су то визуелни стимуланси који изазивају накупљање енергије у једном одређеном центру. Међутим, пчеле су ретко слетале на цветове модела осим ако није примењен одговарајући мирис. У овом случају, хемијски стимуланси мириса омогућили су ослобађање следеће карике у ланцу, подстичући пчелу да слети. Последњи корак је био да пчела убаци свој усне органе у цвет и започне сисање. Тинберген је ово замишљао као закључак скупа реакција на понашање пчела у исхрани.

## Нобелова награда
Године 1973. Тинберген је, заједно са Конрадом Лоренцом и Карлом фон Фришом, награђен Нобеловом наградом за физиологију и медицину „за своја открића у вези са организацијом и откривањем индивидуалних и друштвених образаца понашања“. Награда је признала њихове студије о генетски програмираним обрасцима понашања, њиховом пореклу, сазревању и њиховом изазивању кључним стимулусима. У свом Нобеловом предавању, Тинберген се осврнуо на помало неконвенционалну одлуку Нобелове фондације да додели награду за физиологију или медицину тројици мушкараца који су до недавно сматрани „обичним посматрачима животиња“. Тинберген је изјавио да би њихово оживљавање приступа проучавању понашања „гледања и чуђења“ заиста могло да допринесе ублажавању људске патње.
Студије које је трио спровео на рибама, инсектима и птицама поставиле су основу за даља проучавања значаја специфичних искустава током критичних периода нормалног развоја, као и ефеката абнормалних психосоцијалних ситуација код сисара. У то време је наведено да су ова открића изазвала „пробој у разумевању механизама који стоје иза различитих симптома психијатријских болести, као што су бол, компулзивна опсесија, стереотипно понашање и кататонично држање“. Тинбергенов допринос овим студијама укључивао је тестирање хипотеза Лоренца/фон Фриша помоћу „свеобухватних, пажљивих и генијалних експеримената“, као и његов рад на натприродним стимулусима. Такође се сматрало да Тинбергенов рад у то време има могуће импликације за даља истраживања развоја и понашања деце.
Такође је изазвао интригу посветивши велики део свог говора о прихватању ФМ Александру, зачетнику Александер технике, методе која истражује постуралне рефлексе и реакције код људских бића.

## Натприродни стимулус
Главни део Тинбергеновог истраживања фокусирао се на оно што је он назвао натприродним стимулусом. Ово је био концепт да се може изградити вештачки објекат који је био јачи стимуланс или ослобађач за инстинкт од објекта за који је инстинкт првобитно еволуирао. Конструисао је гипсана јаја да види на којој птица преферира да седи, откривши да ће изабрати она која су већа, која имају дефинисаније ознаке или засићеније боје—и једно светло светло са црним тачкама би се бирало уместо птичијег. сопствена бледа, шарена јаја.
Тинберген је открио да би територијални мужјак трбушне трпчице (мала слатководна риба) напао дрвени модел рибе снажније од правог мужјака ако би му доња страна била црвенија. Конструисао је картонске лутке лептира са више дефинисаним ознакама са којима би мушки лептири покушавали да се паре, а не праве женке. Суперстимулус је својим преувеличавањем јасно оцртавао које карактеристике изазивају инстинктивни одговор.
Међу модерним радовима који скрећу пажњу на Тинбергеново класично дело је књига Дирдре Барет из 2010, Супернормални стимуланси.

## Аутизам
Тинберген је применио своје методе посматрања на проблеме аутистичне деце. Он је препоручио „терапију држања“ у којој родитељи држе своју аутистичну децу током дужег временског периода покушавајући да успоставе контакт очима, чак и када се дете опире загрљају. Међутим, његовим тумачењима аутистичног понашања и терапији држања коју је препоручио, недостајала је научна подршка и терапија је описана као контроверзна и потенцијално увредљива, посебно од стране самих особа са аутизмом.